# Scarlet and Gold
Scarlet and Gold  è un film muto del 1925 diretto da Francis J. Grandon (con il nome Frank Grandon). Per Grandon è il suo ultimo film.

## Produzione
Il film fu prodotto dalla J.J. Fleming Productions, una piccola compagnia indipendente attiva dal 1924 al 1925 che produsse 5 film, tutti interpretati da Al Ferguson che ne diresse quattro.
Le riprese di Scarlet and Gold vennero effettuate nell'Oregon.

## Distribuzione
Distribuito dalla Davis Distributing Division, il film uscì nelle sale cinematografiche USA il 15 febbraio 1925.